# Mohammed Gassid
Mohammed Gassid Kadhim al-Jaberi (arabiska: محمد كاصد كاظم الجابري), född 10 december 1986 i Bagdad, känd som Muhammed Gassid, även stavat som Mohammed Kassid, är en irakisk fotbollsspelare som spelar som målvakt för Iraks herrlandslag i fotboll. 
Hans äldre bror Wissam Gassid är också målvakt och spelar för Bagdadklubben al-Quwa al-Jawiya i Irakiska Premier League.